# Elección de liderazgo de la Unión Demócrata Cristiana de Alemania de 2018
La elección de liderazgo de la Unión Demócrata Cristiana de 2018 se realizó en Hamburgo entre el 7 y 8 de diciembre de 2018, después de la decisión de Angela Merkel en octubre de 2018 de no presentarse como líder del partido en la conferencia del partido de 2018 luego del mal desempeño del partido en las Elecciones estatales de Hesse de 2018 y los números consistentemente bajos del partido en las encuestas. Annegret Kramp-Karrenbauer, fue elegida como la nueva presidenta del partido.
En la siguiente reunión ejecutiva del partido, el 29 de octubre de 2018, tanto la Secretaria General de la CDU, Annegret Kramp-Karrenbauer, como el Ministro Federal de Salud, Jens Spahn, anunciaron su candidatura en la elección, seguido por el rival de Merkel Friedrich Merz, quien anunció su candidatura el 30 de octubre de 2018.

## Candidatos

### Candidatos
- Annegret Kramp-Karrenbauer, secretaria general de la CDU (desde 2018), ministra presidenta de Sarre (2011–2018), líder de la CDU Sarre (2011–2018), ministra de Familia y Asuntos Sociales de Sarre (2009–2011), ministra de Educación de Sarre (2007-2009), ministra del Interior de Sarre (2000-2007), miembro del Parlamento Regional del Sarre (1999-2018), miembro del Bundestag (1998)[5]
- Friedrich Merz, líder de la oposición y líder parlamentario de la CDU (2000-2002), miembro del Bundestag (1994-2009), miembro del Parlamento Europeo (1989-1994)
- Jens Spahn, ministro federal de Salud (desde 2018), secretario de Estado Parlamentario de Finanzas (2015-2018), miembro del Bundestag (desde 2002)

Declinados
- Jan-Philipp Knoop[6]
- Detlef Felix[7]
- Jörg Paulusch
- Friedhelm Kölsch
- Andreas Ritzenhoff[8]
- Norbert Stegner
- Christian Fleisinger
- Sabine Herrenbruch

### Declinado
- Daniel Günther, ministro presidente de Schleswig-Holstein (desde 2017), líder de la CDU Schleswig-Holstein (desde 2016), miembro del Parlamento Regional Schleswigense-Holsteiniano (desde 2009)[9]
- Armin Laschet, ministro presidente de Renania del Norte-Westfalia (desde 2017), líder adjunto de la CDU (desde 2012), líder de la CDU Renania del Norte-Westfalia (desde 2012), líder de la oposición en Renania del Norte-Westfalia (2010-2017), miembro del Parlamento Regional de Renania del Norte-Westfalia (desde 2010), ministro de Asuntos Sociales de Renania del Norte-Westfalia (2005–2010), miembro del Parlamento Europeo (1999–2005), miembro de Bundestag (1994-1999)[10]
- Ursula von der Leyen, ministra federal de Defensa (desde 2013), líder adjunta de la CDU (desde 2009), ministra federal de Asuntos Sociales (2009-2013), miembro del Bundestag (desde 2009), ministra federal de Familia (2005-2009), ministra de Asuntos Sociales de Baja Sajonia (2003-2005), miembro del Parlamento Regional Bajo Sajón (2003-2005)
- Julia Klöckner, ministra de Alimentación y Agricultura (desde 2018), candidata a ministra presidenta de Renania-Palatinado en 2016 y 2011, líder adjunta de la CDU (desde 2012), líder de la oposición en Renania-Palatinado (2011-2018), miembro del Parlamento Regional de Renania-Palatinado (2011-2018), líder de la CDU Renania-Palatinado (desde 2010), miembro de Bundestag (2002-2011)[11]
- Wolfgang Schäuble, presidente de Bundestag (desde 2017), ministro federal de Finanzas (2009-2017), ministerio federal del Interior (2005-2009 y 1989-1991), líder de la CDU (1998-2000), líder parlamentario de la CDU (1991-2000), jefe de la Cancillería (1984-1989), miembro del Bundestag (desde 1972)[12]
- Matthias Herdegen,[13]  miembro del Consejo Científico Asesor sobre Biodiversidad y Recursos Genéticos del Ministerio Federal de Alimentación y Agricultura y miembro del Sexto Consejo Asesor de la Academia Federal de Política de Seguridad[14][15]

## Encuestas
| Fecha       | Encuestadora                                                     | Günther    | Klöckner | Kramp-Karrenbauer | Laschet | Leyen | Merz | Spahn | Ninguno/ Otros |    |   |    |
| ----------- | ---------------------------------------------------------------- | ---------- | -------- | ----------------- | ------- | ----- | ---- | ----- | -------------- | -- | - | -- |
| Fecha       | Encuestadora                                                     | 7 Dec 2018 | Forsa    | —                 | —       | 41    | —    | —     | Ninguno/ Otros | 28 | 5 | 26 |
| 6 Dec 2018  | Infratest dimap                                                  | —          | —        | 45                | —       | —     | 30   | 10    | 15             |    |   |    |
| 30 Nov 2018 | Infratest dimap                                                  | —          | —        | 39                | —       | —     | 26   | 9     | 26             |    |   |    |
| 23 Nov 2018 | FGW                                                              | —          | —        | 30                | —       | —     | 24   | 6     | 40             |    |   |    |
| 17 Nov 2018 | Emnid                                                            | —          | —        | 30                | —       | —     | 31   | 12    | 27             |    |   |    |
| 15 Nov 2018 | Infratest dimap                                                  | —          | —        | 43                | —       | —     | 32   | 10    | 15             |    |   |    |
| 11 Nov 2018 | Emnid                                                            | —          | —        | 32                | —       | —     | 30   | 9     | 29             |    |   |    |
| 9 Nov 2018  | FGW                                                              | —          | —        | 31                | —       | —     | 25   | 6     | 38             |    |   |    |
| 4 Nov 2018  | Emnid                                                            | —          | —        | 27                | —       | —     | 38   | 13    | 22             |    |   |    |
| 1 Nov 2018  | YouGov Archivado el 12 de septiembre de 2019 en Wayback Machine. | —          | —        | 17                | —       | —     | 23   | 7     | 53             |    |   |    |
| 30 Oct 2018 | Civey                                                            | 6.4        | 2.4      | 19.2              | 6.2     | 2.1   | 33.7 | 6.2   | 23.8           |    |   |    |
| 30 Oct 2018 | YouGov Archivado el 12 de septiembre de 2019 en Wayback Machine. | —          | —        | 18                | 6       | —     | 21   | 6     | 49             |    |   |    |
| 30 Oct 2018 | Forsa (Opción múltiple)                                          | —          | —        | 46                | 28      | —     | 45   | 22    |                |    |   |    |

Solo votantes de la CDU
| Fecha       | Encuestadora            | Kramp-Karrenbauer | Laschet | Merz | Spahn | Ninguno/ Otros |    |   |    |
| ----------- | ----------------------- | ----------------- | ------- | ---- | ----- | -------------- | -- | - | -- |
| Fecha       | Encuestadora            | 7 Dec 2018        | Forsa   | 49   | —     | Ninguno/ Otros | 35 | 6 | 10 |
| 6 Dec 2018  | Infratest dimap         | 47                | —       | 37   | 12    | 4              |    |   |    |
| 30 Nov 2018 | Infratest dimap         | 48                | —       | 35   | 2     | 15             |    |   |    |
| 23 Nov 2018 | FGW                     | 38                | —       | 29   | 6     | 27             |    |   |    |
| 17 Nov 2018 | Emnid                   | 32                | —       | 49   | 7     | 22             |    |   |    |
| 15 Nov 2018 | Infratest dimap         | 46                | —       | 31   | 12    | 11             |    |   |    |
| 9 Nov 2018  | FGW                     | 35                | —       | 33   | 7     | 25             |    |   |    |
| 4 Nov 2018  | Emnid                   | 39                | —       | 44   | 9     | 8              |    |   |    |
| 30 Oct 2018 | Forsa (Opción múltiple) | 62                | 36      | 53   | 29    |                |    |   |    |

## Resultados
| Candidato               | Candidato                  | Primera vuelta | Primera vuelta | Segunda vuelta | Segunda vuelta |
| Candidato               | Candidato                  | Votos          | %              | Votos          | %              |
| ----------------------- | -------------------------- | -------------- | -------------- | -------------- | -------------- |
|                         | Annegret Kramp-Karrenbauer | 450            | 45.05          | 517            | 51.75          |
|                         | Friedrich Merz             | 392            | 39.24          | 482            | 48.25          |
|                         | Jens Spahn                 | 157            | 15.72          |                |                |
| Total                   | Total                      | 999            | 100.0          | 999            | 100.0          |
| Votos nulos e inválidos | Votos nulos e inválidos    | –              | –              | –              | –              |
| Total                   | Total                      | 999            | 100.0          | 999            | 100.0          |
| Fuente: BR Welt         |                            |                |                |                |                |

| \| Primera vuelta \| Primera vuelta \| Primera vuelta \| Primera vuelta \| Primera vuelta \| \| ----------------- \| ----------------- \| -------------- \| -------------- \| -------------- \| \| Candidatos \| Candidatos \| \| Porcentaje \| Porcentaje \| \| Kramp-Karrenbauer \| Kramp-Karrenbauer \| \| 45.05 % \| 45.05 % \| \| Merz \| Merz \| \| 39.24 % \| 39.24 % \| \| Spahn \| Spahn \| \| 15.72 % \| 15.72 % \| |                   |  |            |            |
| Primera vuelta |                   |  |            |            |
| Candidatos | Candidatos        |  | Porcentaje | Porcentaje |
| Kramp-Karrenbauer | Kramp-Karrenbauer |  | 45.05 %    | 45.05 %    |
| Merz | Merz              |  | 39.24 %    | 39.24 %    |
| Spahn | Spahn             |  | 15.72 %    | 15.72 %    |

| \| Segunda vuelta \| Segunda vuelta \| Segunda vuelta \| Segunda vuelta \| Segunda vuelta \| \| ----------------- \| ----------------- \| -------------- \| -------------- \| -------------- \| \| Candidatos \| Candidatos \| \| Porcentaje \| Porcentaje \| \| Kramp-Karrenbauer \| Kramp-Karrenbauer \| \| 51.75 % \| 51.75 % \| \| Merz \| Merz \| \| 48.25 % \| 48.25 % \| |                   |  |            |            |
| Segunda vuelta |                   |  |            |            |
| Candidatos | Candidatos        |  | Porcentaje | Porcentaje |
| Kramp-Karrenbauer | Kramp-Karrenbauer |  | 51.75 %    | 51.75 %    |
| Merz | Merz              |  | 48.25 %    | 48.25 %    |